# Guanás
Os guanás, também referidos como chanés, Chané-Guaná ou, ainda, isocenhos (do espanhol izoceño: "dos  banhados de Izozog"), constituem uma etnia indígena sul-americana aruaque.

## História
Há aproximadamente 2 500 anos, o grupo abandonou a região das Guianas, migrando para o sul. Na sequência, uma parte do grupo se estabeleceu nos Llanos de Manso ou Chaco Central (setor do Gran Chaco delimitado, ao norte, pelo rio Pilcomayo (ou Araguay) e, ao sul, pela calha dos rios Bermejo e Teuco (também chamado  Bermejo Nuevo, um braço do rio Bermejo formado em meados do século XIX, quando o curso principal foi desviado, criando-se uma bifurcação no departamento de Rivadavia), no noroeste chaquense da atual Argentina e ao sul da atual Bolívia e logo acompanhou os chiriguanos em sua migração para o norte da Argentina.
Subdividiam-se em exoaladi (também chamados de "Guaná", o que gera certa confusão), laiana, quiniquinau e terena, dos quais os dois últimos são seus remanescentes atuais. Os quiniquinau (Kinikinau) encontram-se hoje na Terra Indígena Kadiwéu, na Aldeia São João, próxima à cidade de Bonito, no Mato Grosso do Sul.
Os guanás propriamente ditos também eram conhecidos como exoaladi, chooronó ou chuala e são originários do Chaco Boreal, no Paraguai, e pertencem à família linguística aruak.:3
Alguns chanés eram vassalos dos guaicurus, destinando a esses parte de sua produção agrícola. Posteriormente, passaram a adquirir parte dos saques realizados pelos guaicurus, oferecendo, em troca, parte de sua produção agrícola.
No século XVII, migraram do Chaco Paraguaio para as margens orientais do Rio Paraguai e, em 1819,  reuniram-se na Missão de Nossa Senhora da Misericórdia, na povoação de Albuquerque (no atual município de Corumbá, Mato Grosso do Sul). Em 1843, novamente migraram  e  se fixaram em Cuiabá. Embora  misturados à população local, continuaram a se autoidentificar como índios e faziam questão de receber os serviços da antiga Diretoria Geral dos Índios.:9

## Guanás famosos
- Marcos Terena
- Carlos Terena